# Gutterballs
Gutterballs è un film del 2008, diretto dal regista Ryan Nicholson ed interpretato da Mihola Terzic e Alastair Gamble.

## Trama
Un gruppo di ragazzi si riunisce in una sala da Bowling per giocare una partita, ma iniziano a morire uno ad uno nei modi più atroci.
Peculiare la scena nella quale ad un ragazzo viene conficcato a forza un birillo in gola.